# マリラ語
マリラ語（まりらご）はタンザニア連合共和国の南西部にあるンベヤ（Mbeya）というところの山岳地帯（標高2000m前後）で話されている民族語。バンツー諸語の一つで、文字言語はない。主な話者はマリラ人（約60,000人）。

## 隣接言語
ニャキュサ語、サファ語、ニハ語、ンダリ語。

## 語彙

### 名詞
マリラ語の名詞は、「オーグメント－クラス接辞－語幹」という基本構造をしている。たとえば、"ishimalila"「マリラ語」の場合、"i-shi-malila"と分解できる。オーグメント(Augment)とは主として名詞の冒頭につく母音のことで、マリラ語の場合は/i,a,u/の3種類の可能性があるが、どの母音がつくかは名詞のクラスに依存する。クラスとは、名詞を形態論的（文法的一致で現れる外部の形態も含む）に分類した後に述べる範疇のことで、マリラ語に関しては、1～18クラスが見られる。この番号はマリラ語の属するバンツー諸語研究で頻繁に用いられるラベルである。ishimalilaは、7クラスに属し、"-shi-"が7クラスの名詞のクラス接辞である。

#### 名詞クラス
- cl.1   u-mu-
- cl.1a  u-   （クラス接辞が明示的でない）
- cl.2   a-ba-（bは両唇閉鎖音ではなく、両唇摩擦～唇歯摩擦音）
- cl.3   u-mu-
- cl.4   i-mi-
- cl.5   i-li-
- cl.6   a-ma-
- cl.7   i-shi-
- cl.8   i-vi-
- cl.9   i-N- （Nは子音全母音）
- cl.10  i-N-
- cl.11  u-lu-
- cl.12  a-ha-
- cl.13  u-tu-
- cl.14  u-wu-
- cl.15    ku-（オーグメントがつかない）
- cl.16  a-pa-
- cl.17  u-ku-
- cl.18  u-mu-

これらのクラスは形態論上の特徴で分類されているので、単数と複数がそれぞれクラス番号を与えられている。おおむねの単数／複数の組み合わせは、1/2、1a/2、3/6 （または 3/4）、5/6、7/8、9/10、11/10（または 11/6）、12/13、14/10（または 14/6）である。15クラスは動詞不定形である。16、17、18クラスは場所クラスと呼ばれるもので、単複の概念が形態論上見られない。なお、4クラスはマリラ語にはないものと考えられ、スワヒリ語からの借用語にのみ用いることが可能であるが、それでも、3/6の組み合わせを用いるのが一般的である。"ishimalila"(7)「マリラ語」は複数のない語である。（括弧内はクラス番号）

#### 名詞クラスの意味的側面
クラスには、ある程度担っている意味などの傾向がある。ただし、傾向であるので、絶対ではない。
- cl.1/2   - 人間、動物、昆虫
- cl.3     - 細かいもの
- cl.3/6   - 木、果実
- cl.5/6   - 力強いもの、一般的拡大形
- cl.6     - 液体（不可算名詞）
- cl.9/10  - 動物、アラビア語や英語起源のスワヒリ語からの借用語
- cl.11    - 大量の集合物
- cl.12/13 - 指小なもの、部分的なもの、一般的指小形
- cl.14    - 抽象概念
- cl.15    - 動的概念（動詞不定形）
- cl.16    - 定的な場所
- cl.17    - 不定的な場所
- cl.18    - 内的な場所

通常、"inyumba"(9/10)「家」（nyは硬口蓋鼻音）と言われるものが、クラスを替えて"ahayumba"(12/13)とすると、小さくて良いというニュアンスを持つ「家」になり、さらに、"ishiyumba"(7/8)とすると、悪い、古ぼけたというニュアンスの「家」になる。というように、通常名詞が属している以外のクラスの使用は、新たな意味のを含意させる。その点では、日本語の助数詞と近いものがある。（人が一人、馬鹿が一匹など）

#### 語例
- 1/2 - umuntu / abantu「人」、umwana / abaana「子供」
- 1a/2 - ugodantiiho / abagodantiiho「カマキリ」、uhambaku / abahambaku「兄弟」、ukalulu / abakalulu「ウサギ」
- 3 - umpunga「米、稲、飯」、umuchanga「砂」、umwoto「火、熱」、umuswa「シロアリ」
- 3/4 - umpaha / imipaha「境界」、umuji / imiji「街」
- 3/6 - umbili / amabili「体」、umwaha / amaaha「年」
- 5 - ibeiya「塩」、ilyosi「煙」
- 5/6 - ibingo / amabingo「雲」、ibingu / amabingu「脾臓」、iidala / amadala「道」、igaali / amagaali「車」、iikwi / amakwi「木」
- 6 - aminji「水」、amafuta「油」、ammaha「力」、amati「唾液」
- 7 - ishimalila「マリラ語」、ishilita「どもり」、ishingeleza「英語」、ishisanya「乾季」、ishongo「騒ぎ」
- 7/8 - ishaakulya / ivyaakulya「食べ物」、ishilyango / ivilyango「入り口」、ishitaabu / ivitaabu「本」、ishinama / ivinama「脚」
- 9 - icha:ka「クリスマス」、ikaswenda「梅毒」、imandi「昔」
- 9/10 - ichai / ichai「お茶」、ibalua / ibalua「手紙」、ikamela / ikamela「カメラ」、ingulubi / ingulubi「豚」、inyumba / inyumba「家」
- 11 - ulubilo「速さ」、uulufu「胃」、ulugano「愛」、ulutuulo「許し」
- 11/10 - ulubaga / imbaga「塀、柵」、ulubazu / imbazu「肋骨」、uluboolela / imboolela「蜂の針」、uluzula / inzula「爪」
- 11/6 - ulusuuto / amasuuto「土、埃」
- 12/13 - ahaloobo / utuloobo「四分の一」、ahabeele / utubeele「乳首」、ahazuguni / ishizuguni「くるぶし」
- 14 - uwaana「幼少時代」、uwugali「ウガリ」、uwukiimwi「エイズ」、uwumwamu「重さ」、uwupaana「広さ」uwumeeme「電気」uwusu「粉」
- 14/10 - uwooji / inyooji「刃」、uwuuzi / inyuuzi「糸」、uwaavu / inyaavu「網」
- 14/6 - uwaaya / amawaaya「針金、弦」
- 15 - kulya「食べること」、kukazya「売ること」、kukala「買うこと」、kuyaata「散歩すること」、kubomba「すること」
- 16 - apantu「場所」,panyoobe「掌」
- 17 - ukutali「遠距離」、kumiiso「顔」
- 18 - mukaasi「中」,mumiiso「目の窪み」

### 動詞

#### 不定形
動詞不定形はクラス接辞ku-を付ける。不定形は名詞的な「～こと」を表す他に、副詞的な「～ために」の意味も表す。
kubomba（する）、kujenda（行く）、kulya（食べる）、kumwela（飲む）、kulola（見る）、kulonga（話す）、kugona（寝る）、kugoga（殺す）

#### 定動詞の構造
定動詞の基本構造は「（関係接辞）－（主語接辞）－（否定辞）－（時制接辞）－（目的接辞）－語根－（派生辞）－末母音」である。括弧は場合によってはないことをあらわす。よって、最小の構成単位は「語根－末母音」となるが、これは命令形である。-bomb-「する」に末母音aを付けて、"bomba"「せよ」という2人称単数に対する命令形になる。

#### 時制表現
時制には遠過去、近過去、瞬時過去、現在、完了現在、近未来、遠未来などがある。ただし、他にもある可能性が残されている。
-bomba-「する」を用いると次のようになる。
- twabombile（tu-a-bomb-ile）「私達はした。（遠過去）」（語頭のtwaは高声調、語末のileは低声調）
- twabombile（tu-a-bomb-ile）「私達はした。（近過去）」（語頭のtwaは高声調、語末のileも高声調）
- twabomba（tu-a-bomb-a）「私達はした。（瞬時過去）」
- tukubomba（tu-ku-bomb-a）「私達はしている。（現在）」
- tubombile（tu-bomb-ile）「私達はした。（完了現在）」
- tutibombe（tu-ti-bomb-e）「私達はするだろう。（近未来）」
- tuhaibomba（tu-hai-bomb-a）「私達はするだろう。（遠未来）」

#### 主語接辞
主語接頭辞（主辞）は、動詞につく接辞の一種で、動作主や動作の主体を表す。人称と名詞クラスに一致して形態が交替する。
- 1.sg. in-
- 1.pl. tu-
- 2.sg. u-
- 2.pl. mu-
- 3.sg.(cl.1) a-
- 3.pl.(cl.2) wa-
- cl.3 u-
- cl.5 li-
- cl.6 ga-
- cl.7 shi-
- cl.8 vi-
- cl.9 i-
- cl.10 zi-
- cl.11 lu-
- cl.12 ha-
- cl.13 tu-
- cl.14 wu-
- cl.16 pa-
- cl.17 ku-
- cl.18 mu-

### 形容詞
-inza（良い）、-biibi（悪い）、-tali（長い・遠い）、-fupi（短い）、-zelu（白い）、-iilu（黒い） 

### 挨拶
「おはよう」mwagona（返事はeena）、「ありがとう」wasalipa

## マリラ人

### 生活
マリラ人の住む場所のことをスワヒリ語でウマリラという。ウマリラには17校程のプライマリースクールがあり、スワヒリ語は小学生から話すことが出来る。老人にはスワヒリ語を話せない人もいる。ウマリラは電気がまだ来ていない。が、衛星放送を見る施設がある。小学生、大人の女性は靴、サンダルを履かないことが多い。

### 宗教
キリスト教が多数。土着宗教があるが老人がほとんどで、この土着信仰者のことをキリスト教徒は軽蔑して無信教者（umpagani/abapagani）と呼ぶ。日本人もウンパガニである。また、聖書をひっくり返して読み、太鼓を叩く中、悶え倒す宗教がある。キリスト教徒は悪魔の宗教（idini la amasheetani）と呼ぶ。また、ウマリラの外れのニャキュサとの境に、自称マラシ（ニャキュサ語で竹、malasiのこと）という人々が住んでいる。彼らは一氏族で、村全体が呪術者なのだという。呪術者が使う不思議な石（？）イーティバ（iitiba）なるものが存在する。伝承が少ないマリラ人において、このイーティバについてはいろいろ言い伝えがある。この石にはいろいろな力があると信じられており、非常に大切にされていて見せてもらえない。外に出すと力が弱くなるらしい。その石に触れた者の起こす症状は、聞いたところ放射能に被爆したのと同様である。また、ウマリラには、飛行機の計器を狂わす山がある。大きな隕石があるのかもしれないが、その山には大きな大蛇がいて、それがイイティバと関係があるのだと語るものもいる。

### 農業
主食はとうもろこしのウガリ（uggali）とマハラゲ。農作物はとうもろこし（amangaagu）、シコクビエ（uwulezi）、ジャガイモ（intafwaanya）、マハラゲ（imponzo）など。川が2本ほど流れているが、森林伐採のためほとんどの山は裸同然。20年後には水が枯れると言われている。最近はようやく植林の意識が出てきた。アメリカ同時多発テロ事件以前は、政府の方針によりウマリラ一帯で除虫菊（ipaleeto）を栽培していたが、品質は最低ランクを付けられ（実際に良くなかった）、南アの企業に支払いなしで持っていかれるなどの被害にあった。その上、事件以降は、除虫菊の国際市場が停止していたこともあり、現在ウマリラで除虫菊を栽培するものはあまり見かけない。

### 家畜
牛（ing'ombe）、ヤギ（imbuzi）、豚（inbulubi）、ニワトリ（inkuku）、ウサギ（ukalulu）、アヒル（ibaata）。牛の飼育率は1人につき0.5頭。日常的にはヤギ肉を食べる。牛と豚は市場の日に屠殺する。ニワトリはお祝いなどで食べるが、12月からの雨季に、例年病気が蔓延して大量に死ぬ。

### 気候
12月から4月くらいまで雨季で、大雨季の最初には大量の氷が降る。7月から11月は乾季で、朝は氷点下近くまで冷え込む。

### アクセス
ンベヤのバスセンターからンバリジ（Mbalizi）までダラダラ（乗り合いバス）に乗るか、タクシーで3500Tsh～5000Tshほどで行く。Mbaziliのメインストリートの突き当たりから早朝と昼過ぎにトラックが出るので、そのトラックに乗れば（1000Tshくらい）、1時間ほどでイレンボに着く。宿はない。